# Vuelta a España 2009
64. edycja Vuelta a España odbyła się w dniach od 29 sierpnia do 20 września 2009. Trasa wyścigu rozpoczęła się w holenderskim Assen ponad czterokilometrową jazdą indywidualną na czas na tamtejszym torze wyścigowym TT Circuit Assen. Dwa kolejne etapy również odbyły się w Holandii. Podczas czwartego etapu kolarze wjechali do Belgii, skąd przenieśli się do Hiszpanii, gdzie odbyło się kolejnych 17 etapów. Łącznie kolarze pokonali 3292,3 km w tym 62,6 km w jazdach indywidualnych na czas. Odbyło się sześć etapów górskich z czego cztery zakończyły się górskimi finiszami, dwa etapy były pagórkowate.
Wyścig zakończył się po 21 etapach. Meta tradycyjnie wyznaczona została w Madrycie. Zwycięzcą wyścigu został po raz pierwszy Hiszpan Alejandro Valverde, kolarz grupy Caisse d'Epargne. Dwóch polskich kolarzy ukończyło wyścig - Sylwester Szmyd zajął 17., a Maciej Bodnar (obaj z Liquigas) 131. miejsce.

## Drużyny
29 zespołów chciało wystartować podczas Vuelty. Początkowo zaproszono z nich 21. Początkowo pominiętym zespołem był Fuji-Servetto, który jednak się odwołał od decyzji organizatorów w sądzie arbitrażowym. Ostatecznie drużyna ta mogła wystartować w wyścigu. Jedyną drużyną z UCI ProTour, która nie wystartowała w wyścigu jest Team Katusha.
Lista drużyn uczestniczących w wyścigu:

Ag2r-La Mondiale

Andalucía–Cajasur

Team Astana

Bbox Bouygues Telecom

Caisse d'Epargne

Cervélo TestTeam

Cofidis

Contentpolis–Ampo

Euskaltel-Euskadi

La Française des Jeux

Fuji-Servetto

Garmin-Slipstream

Lampre

Liquigas

Quick Step

Rabobank

Silence-Lotto

Team Columbia

Team Milram

Team Saxo Bank

Vacansoleil Pro Cycling Team

Xacobeo-Galicia

## Lista etapów
| Etap | Data        | Miasta                             | Długość       | Zwycięzca etapu      | Lider po etapie    |
| ---- | ----------- | ---------------------------------- | ------------- | -------------------- | ------------------ |
| 1.   | 29 sierpnia | Assen                              | 4,8 km (ITT)  | Fabian Cancellara    | Fabian Cancellara  |
| 2.   | 30 sierpnia | Assen - Emmen                      | 203,7 km      | Gerald Ciolek        | Fabian Cancellara  |
| 3.   | 31 sierpnia | Zutphen - Venlo                    | 189,7 km      | Greg Henderson       | Fabian Cancellara  |
| 4.   | 1 września  | Venlo - Liège                      | 225,5 km      | André Greipel        | Fabian Cancellara  |
| 5.   | 3 września  | Tarragona – Vinaròs                | 174 km        | André Greipel        | André Greipel      |
| 6.   | 4 września  | Xàtiva                             | 176,8km       | Borut Božič          | André Greipel      |
| 7.   | 5 września  | Walencja                           | 30 km (ITT)   | Fabian Cancellara    | Fabian Cancellara  |
| 8.   | 6 września  | Alcira - Alto de Aitana            | 204,7 km      | Damiano Cunego       | Cadel Evans        |
| 9.   | 7 września  | Alcoy – Xorret del Catí            | 188,8 km      | Gustavo César Veloso | Alejandro Valverde |
| 10.  | 8 września  | Alicante – Murcja                  | 171,2 km      | Simon Gerrans        | Alejandro Valverde |
| 11.  | 9 września  | Murcia – Caravaca de la Cruz       | 200 km        | Tyler Farrar         | Alejandro Valverde |
| 12.  | 11 września | Almería – Alto de Velefique        | 179,3 km      | Ryder Hesjedal       | Alejandro Valverde |
| 13.  | 12 września | Berja – Sierra Nevada              | 172,4 km      | David Moncoutié      | Alejandro Valverde |
| 14.  | 13 września | Granada - La Pandera               | 157 km        | Damiano Cunego       | Alejandro Valverde |
| 15.  | 14 września | Jaén – Córdoba                     | 167,7 km      | Lars Boom            | Alejandro Valverde |
| 16.  | 15 września | Córdoba – Puertollano              | 170 km        | André Greipel        | Alejandro Valverde |
| 17.  | 16 września | Ciudad Real – Talavera de la Reina | 170,3 km      | Anthony Roux         | Alejandro Valverde |
| 18.  | 17 września | Talavera de la Reina – Ávila       | 165 km        | Philip Deignan       | Alejandro Valverde |
| 19.  | 18 września | Ávila – San Ildefonso              | 179,8 km      | Juan José Cobo       | Alejandro Valverde |
| 20.  | 19 września | Toledo                             | 27,8 km (ITT) | David Millar         | Alejandro Valverde |
| 21.  | 20 września | Rivas-Vaciamadrid - Madrid         | 110,2 km      | André Greipel        | Alejandro Valverde |

### Etap 1 - 29.08:Assen–Assen, 4,8 km (ITT)
| Lp. | Zawodnik          | Zespół | Czas   |
| --- | ----------------- | ------ | ------ |
| 1   | Fabian Cancellara | SAX    | 5' 20" |
| 2   | Tom Boonen        | QST    | + 9"   |
| 3   | Tyler Farrar      | GRM    | + 12"  |

| Lp. | Zawodnik          | Zespół | Czas   |
| --- | ----------------- | ------ | ------ |
| 1   | Fabian Cancellara | SAX    | 5' 20" |
| 2   | Tom Boonen        | QST    | + 9"   |
| 3   | Tyler Farrar      | GRM    | + 12"  |

### Etap 2 - 30.08:Assen–Emmen, 203,7 km
| Lp. | Zawodnik       | Zespół | Czas       |
| --- | -------------- | ------ | ---------- |
| 1   | Gerald Ciolek  | MRM    | 4h 43' 12" |
| 2   | Fabio Sabatini | LIQ    | + 0"       |
| 3   | Roger Hammond  | CTT    | + 0"       |

| Lp. | Zawodnik          | Zespół | Czas       |
| --- | ----------------- | ------ | ---------- |
| 1   | Fabian Cancellara | SAX    | 4h 48' 32" |
| 2   | Gerald Ciolek     | MRM    | + 8"       |
| 3   | Tom Boonen        | QST    | + 9"       |

### Etap 3 - 31.08:Zutphen–Venlo, 189,7 km
| Lp. | Zawodnik       | Zespół | Czas       |
| --- | -------------- | ------ | ---------- |
| 1   | Greg Henderson | THR    | 4h 41' 01" |
| 2   | Borut Božič    | VAC    | + 0"       |
| 3   | Oscar Freire   | RAB    | + 0"       |

| Lp. | Zawodnik          | Zespół | Czas       |
| --- | ----------------- | ------ | ---------- |
| 1   | Fabian Cancellara | SAX    | 9h 29' 33" |
| 2   | Greg Henderson    | THR    | + 6"       |
| 3   | Gerald Ciolek     | MRM    | + 8"       |

### Etap 4 - 1.09:Venlo–Liège, 225,5 km
| Lp. | Zawodnik        | Zespół | Czas      |
| --- | --------------- | ------ | --------- |
| 1   | André Greipel   | THR    | 5h 43'05" |
| 2   | Wouter Weylandt | QST    | + 0"      |
| 3   | Bert Grabsch    | THR    | + 0"      |

| Lp. | Zawodnik          | Zespół | Czas       |
| --- | ----------------- | ------ | ---------- |
| 1   | Fabian Cancellara | SAX    | 15h 12'38" |
| 2   | Tom Boonen        | QST    | + 9"       |
| 3   | Bert Grabsch      | THR    | + 11"      |

### Etap 5 - 3.09:Tarragona–Vinaròs, 174 km
| Lp. | Zawodnik        | Zespół | Czas       |
| --- | --------------- | ------ | ---------- |
| 1   | André Greipel   | THR    | 4h 27' 54" |
| 2   | Tom Boonen      | QST    | + 0"       |
| 3   | Daniele Bennati | LIQ    | + 0"       |

| Lp. | Zawodnik        | Zespół | Czas        |
| --- | --------------- | ------ | ----------- |
| 1   | André Greipel   | THR    | 19h 40' 23" |
| 2   | Tom Boonen      | QST    | + 6"        |
| 3   | Daniele Bennati | LIQ    | + 17"       |

### Etap 6 - 4.09:Xàtiva–Xàtiva, 176,8 km
| Lp. | Zawodnik        | Zespół | Czas       |
| --- | --------------- | ------ | ---------- |
| 1   | Borut Božič     | VAC    | 4h 40' 50" |
| 2   | Tyler Farrar    | GRM    | + 0"       |
| 3   | Daniele Bennati | LIQ    | + 0"       |

| Lp. | Zawodnik        | Zespół | Czas        |
| --- | --------------- | ------ | ----------- |
| 1   | André Greipel   | THR    | 24h 21' 13" |
| 2   | Tom Boonen      | QST    | + 6"        |
| 3   | Daniele Bennati | LIQ    | + 9"        |

### Etap 7 - 5.09:Walencja–Walencja, 30 km (TTT)
| Lp. | Zawodnik          | Zespół | Czas    |
| --- | ----------------- | ------ | ------- |
| 1   | Fabian Cancellara | SAX    | 36' 41" |
| 2   | David Millar      | GRM    | + 32"   |
| 3   | Bert Grabsch      | THR    | + 36"   |

| Lp. | Zawodnik          | Zespół | Czas        |
| --- | ----------------- | ------ | ----------- |
| 1   | Fabian Cancellara | SAX    | 24h 58' 12" |
| 2   | Tom Boonen        | QST    | + 51"       |
| 3   | David Herrero     | XGZ    | + 59"       |

### Etap 8 - 6.09:Alcira–Alto de Aitana, 204,7 km
| Lp. | Zawodnik        | Zespół | Czas       |
| --- | --------------- | ------ | ---------- |
| 1   | Damiano Cunego  | LAM    | 6h 05' 54" |
| 2   | David Moncoutie | COF    | + 33"      |
| 3   | Robert Gesink   | RAB    | + 36"      |

| Lp. | Zawodnik           | Zespół | Czas        |
| --- | ------------------ | ------ | ----------- |
| 1   | Cadel Evans        | SIL    | 31h 05' 02" |
| 2   | Alejandro Valverde | GCE    | + 2"        |
| 3   | Samuel Sánchez     | EUS    | + 8"        |

### Etap 9 - 7.09:Alcoy–Xorret del Catí, 188,8 km
| Lp. | Zawodnik             | Zespół | Czas       |
| --- | -------------------- | ------ | ---------- |
| 1   | Gustavo César Veloso | XGZ    | 5h 21' 04" |
| 2   | Marco Marzano        | LAM    | + 21"      |
| 3   | Alejandro Valverde   | GCE    | + 40"      |

| Lp. | Zawodnik           | Zespół | Czas        |
| --- | ------------------ | ------ | ----------- |
| 1   | Alejandro Valverde | GCE    | 36h 26' 40" |
| 2   | Cadel Evans        | SIL    | + 7"        |
| 3   | Robert Gesink      | RAB    | + 36"       |

### Etap 10 - 8.09:Alicante–Murcja, 171,2 km
| Lp. | Zawodnik       | Zespół | Czas       |
| --- | -------------- | ------ | ---------- |
| 1   | Simon Gerrans  | CTT    | 3h 56' 19" |
| 2   | Ryder Hesjedal | GRM    | + 0"       |
| 3   | Jakob Fuglsang | SAX    | + 0"       |

| Lp. | Zawodnik           | Zespół | Czas        |
| --- | ------------------ | ------ | ----------- |
| 1   | Alejandro Valverde | GCE    | 40h 26' 41" |
| 2   | Cadel Evans        | SIL    | + 7"        |
| 3   | Robert Gesink      | RAB    | + 36"       |

### Etap 11 - 9.09:Murcja–Caravaca de la Cruz, 200 km
| Lp. | Zawodnik         | Zespół | Czas       |
| --- | ---------------- | ------ | ---------- |
| 1   | Tyler Farrar     | GRM    | 5h 11' 10" |
| 2   | Philippe Gilbert | SIL    | + 0"       |
| 3   | Marco Marcato    | VAC    | + 0"       |

| Lp. | Zawodnik           | Zespół | Czas        |
| --- | ------------------ | ------ | ----------- |
| 1   | Alejandro Valverde | GCE    | 45h 37' 51" |
| 2   | Cadel Evans        | SIL    | + 7"        |
| 3   | Robert Gesink      | RAB    | + 36"       |

### Etap 12 - 11.09:Almería–Alto de Velefique, 179,3 km
| Lp. | Zawodnik       | Zespół | Czas       |
| --- | -------------- | ------ | ---------- |
| 1   | Ryder Hesjedal | GRM    | 5h 34' 31" |
| 2   | David Garcia   | XGZ    | + 1"       |
| 3   | Robert Gesink  | RAB    | + 6"       |

| Lp. | Zawodnik           | Zespół | Czas        |
| --- | ------------------ | ------ | ----------- |
| 1   | Alejandro Valverde | GCE    | 51h 12' 38" |
| 2   | Cadel Evans        | SIL    | + 7"        |
| 3   | Robert Gesink      | RAB    | + 18"       |

### Etap 13 - 12.09:Berja–Sierra Nevada, 172,4 km
| Lp. | Zawodnik           | Zespół | Czas      |
| --- | ------------------ | ------ | --------- |
| 1   | David Moncoutie    | COF    | 5h 09'22" |
| 2   | Ezequiel Mosquera  | XGZ    | + 52"     |
| 3   | Alejandro Valverde | GCE    | + 1'16"   |

| Lp. | Zawodnik           | Zespół | Czas        |
| --- | ------------------ | ------ | ----------- |
| 1   | Alejandro Valverde | GCE    | 56h 23' 08" |
| 2   | Robert Gesink      | RAB    | + 27"       |
| 3   | Ivan Basso         | LIQ    | + 1'02"     |

### Etap 14 - 13.09:Granada–La Pandera, 157 km
| Lp. | Zawodnik       | Zespół | Czas       |
| --- | -------------- | ------ | ---------- |
| 1   | Damiano Cunego | LAM    | 4h 04' 23" |
| 2   | Jakob Fuglsang | SAX    | + 2'23"    |
| 3   | Samuel Sanchez | EUS    | + 3'08"    |

| Lp. | Zawodnik           | Zespół | Czas        |
| --- | ------------------ | ------ | ----------- |
| 1   | Alejandro Valverde | GCE    | 60h 30' 53" |
| 2   | Robert Gesink      | RAB    | + 31"       |
| 3   | Samuel Sanchez     | EUS    | + 1'10"     |

### Etap 15 - 14.09:Jaén–Córdoba, 167,7 km
| Lp. | Zawodnik      | Zespół | Czas       |
| --- | ------------- | ------ | ---------- |
| 1   | Lars Boom     | RAB    | 4h 12' 56" |
| 2   | David Herrero | XGZ    | + 1'36"    |
| 3   | Dominik Roels | MRM    | + 1'44"    |

| Lp. | Zawodnik           | Zespół | Czas        |
| --- | ------------------ | ------ | ----------- |
| 1   | Alejandro Valverde | GCE    | 65h 08' 50" |
| 2   | Robert Gesink      | RAB    | + 31"       |
| 3   | Samuel Sanchez     | EUS    | + 1'10"     |

### Etap 16 - 15.09:Córdoba–Puertollano, 170 km
| Lp. | Zawodnik        | Zespół | Czas       |
| --- | --------------- | ------ | ---------- |
| 1   | André Greipel   | THR    | 4h 50' 44" |
| 2   | William Bonnet  | BBO    | + 0"       |
| 3   | Daniele Bennati | LIQ    | + 0"       |

| Lp. | Zawodnik           | Zespół | Czas        |
| --- | ------------------ | ------ | ----------- |
| 1   | Alejandro Valverde | GCE    | 69h 59' 34" |
| 2   | Robert Gesink      | RAB    | + 31"       |
| 3   | Samuel Sanchez     | EUS    | + 1'10"     |

### Etap 17 - 16.09:Ciudad Real–Talavera de la Reina, 170,3 km
| Lp. | Zawodnik       | Zespół | Czas       |
| --- | -------------- | ------ | ---------- |
| 1   | Anthony Roux   | FDJ    | 4h 28' 14" |
| 2   | William Bonnet | BBO    | + 0"       |
| 3   | André Greipel  | THR    | + 0"       |

| Lp. | Zawodnik           | Zespół | Czas        |
| --- | ------------------ | ------ | ----------- |
| 1   | Alejandro Valverde | GCE    | 74h 27' 48" |
| 2   | Robert Gesink      | RAB    | + 31"       |
| 3   | Samuel Sanchez     | EUS    | + 1'10"     |

### Etap 18 - 17.09:Talavera de la Reina–Ávila, 165 km
| Lp. | Zawodnik        | Zespół | Czas       |
| --- | --------------- | ------ | ---------- |
| 1   | Philip Deignan  | CTT    | 4h 19' 14" |
| 2   | Roman Kreuziger | LIQ    | + 3"       |
| 3   | Jakob Fuglsang  | SAX    | + 16"      |

| Lp. | Zawodnik           | Zespół | Czas        |
| --- | ------------------ | ------ | ----------- |
| 1   | Alejandro Valverde | GCE    | 78h 56' 42" |
| 2   | Robert Gesink      | RAB    | + 32"       |
| 3   | Samuel Sanchez     | EUS    | + 1'10"     |

### Etap 19 - 18.09:Ávila–San Ildefonso, 179,8 km
| Lp. | Zawodnik           | Zespół | Czas       |
| --- | ------------------ | ------ | ---------- |
| 1   | Juan José Cobo     | FUJ    | 4h 37' 35" |
| 2   | Alejandro Valverde | GCE    | + 2"       |
| 3   | Cadel Evans        | SIL    | + 2"       |

| Lp. | Zawodnik           | Zespół | Czas        |
| --- | ------------------ | ------ | ----------- |
| 1   | Alejandro Valverde | GCE    | 83h 34' 03" |
| 2   | Samuel Sanchez     | EUS    | + 1'26"     |
| 3   | Ivan Basso         | LIQ    | + 1'45"     |

### Etap 20 - 19.09:Toledo–Toledo, 27,8 km (ITT)
| Lp. | Zawodnik       | Zespół | Czas    |
| --- | -------------- | ------ | ------- |
| 1   | David Millar   | GRM    | 35' 53" |
| 2   | Samuel Sanchez | EUS    | + 5"    |
| 3   | Cadel Evans    | SIL    | + 9"    |

| Lp. | Zawodnik           | Zespół | Czas        |
| --- | ------------------ | ------ | ----------- |
| 1   | Alejandro Valverde | GCE    | 84h 10' 32" |
| 2   | Samuel Sanchez     | EUS    | + 55"       |
| 3   | Cadel Evans        | SIL    | + 1'32"     |

### Etap 21 - 20.09:Rivas-Vaciamadrid–Madryt, 110,2 km
| Lp. | Zawodnik        | Zespół | Czas      |
| --- | --------------- | ------ | --------- |
| 1   | André Greipel   | THR    | 3h 11'55" |
| 2   | Daniele Bennati | LIQ    | + 0"      |
| 3   | Borut Božič     | VAC    | + 0"      |

| Lp. | Zawodnik           | Zespół | Czas        |
| --- | ------------------ | ------ | ----------- |
| 1   | Alejandro Valverde | GCE    | 87h 22' 37" |
| 2   | Samuel Sanchez     | EUS    | + 55"       |
| 3   | Cadel Evans        | SIL    | + 1'32"     |

## Posiadacze koszulek po poszczególnych etapach
| Etap                 | Zwycięzca            | Generalna          | Punktowa           | Górska             | Kombinowana        | Drużynowa         |
| -------------------- | -------------------- | ------------------ | ------------------ | ------------------ | ------------------ | ----------------- |
| 1                    | Fabian Cancellara    | Fabian Cancellara  | Fabian Cancellara  | –                  | Fabian Cancellara  | Liquigas          |
| 2                    | Gerald Ciolek        | Fabian Cancellara  | Tom Boonen         | Tom Leezer         | Fabian Cancellara  | Liquigas          |
| 3                    | Greg Henderson       | Fabian Cancellara  | Tom Boonen         | Tom Leezer         | Fabian Cancellara  | Liquigas          |
| 4                    | André Greipel        | Fabian Cancellara  | André Greipel      | Lars Boom          | Dominik Roels      | Team Columbia     |
| 5                    | André Greipel        | André Greipel      | André Greipel      | Aitor Hernández    | Serafín Martínez   | Liquigas          |
| 6                    | Borut Božič          | André Greipel      | André Greipel      | José Antonio López | Serafín Martínez   | Liquigas          |
| 7                    | Fabian Cancellara    | Fabian Cancellara  | André Greipel      | José Antonio López | Dominik Roels      | Garmin-Slipstream |
| 8                    | Damiano Cunego       | Cadel Evans        | André Greipel      | David Moncoutié    | Cadel Evans        | Caisse d'Epargne  |
| 9                    | Gustavo César Veloso | Alejandro Valverde | André Greipel      | David Moncoutié    | Cadel Evans        | Caisse d'Epargne  |
| 10                   | Simon Gerrans        | Alejandro Valverde | André Greipel      | David de la Fuente | Cadel Evans        | Caisse d'Epargne  |
| 11                   | Tyler Farrar         | Alejandro Valverde | André Greipel      | David Moncoutié    | Cadel Evans        | Caisse d'Epargne  |
| 12                   | Ryder Hesjedal       | Alejandro Valverde | André Greipel      | David Moncoutié    | Alejandro Valverde | Caisse d'Epargne  |
| 13                   | David Moncoutié      | Alejandro Valverde | André Greipel      | David Moncoutié    | Alejandro Valverde | Caisse d'Epargne  |
| 14                   | Damiano Cunego       | Alejandro Valverde | Alejandro Valverde | David Moncoutié    | Alejandro Valverde | Caisse d'Epargne  |
| 15                   | Lars Boom            | Alejandro Valverde | Alejandro Valverde | David Moncoutié    | Alejandro Valverde | Xacobeo Galicia   |
| 16                   | André Greipel        | Alejandro Valverde | André Greipel      | David Moncoutié    | Alejandro Valverde | Xacobeo Galicia   |
| 17                   | Anthony Roux         | Alejandro Valverde | André Greipel      | David Moncoutié    | Alejandro Valverde | Xacobeo Galicia   |
| 18                   | Philip Deignan       | Alejandro Valverde | André Greipel      | David Moncoutié    | Alejandro Valverde | Xacobeo Galicia   |
| 19                   | Juan José Cobo       | Alejandro Valverde | André Greipel      | David Moncoutié    | Alejandro Valverde | Xacobeo Galicia   |
| 20                   | David Millar         | Alejandro Valverde | André Greipel      | David Moncoutié    | Alejandro Valverde | Xacobeo Galicia   |
| 21                   | André Greipel        | Alejandro Valverde | André Greipel      | David Moncoutié    | Alejandro Valverde | Xacobeo Galicia   |
| Klasyfikacja końcowa | Klasyfikacja końcowa | Alejandro Valverde | André Greipel      | David Moncoutié    | Alejandro Valverde | Xacobeo Galicia   |

## Klasyfikacja generalna
|    | Zawodnik           | Team              | Czas        |
| -- | ------------------ | ----------------- | ----------- |
| 1  | Alejandro Valverde | Caisse d'Epargne  | 87h 27' 32” |
| 2  | Samuel Sánchez     | Euskaltel-Euskadi | + 55"       |
| 3  | Cadel Evans        | Silence-Lotto     | + 1' 32"    |
| 4  | Ivan Basso         | Liquigas          | + 2' 12"    |
| 5  | Ezequiel Mosquera  | Xacobeo-Galicia   | + 4' 27"    |
| 6  | Robert Gesink      | Rabobank          | + 6 ' 40"   |
| 7  | Joaquim Rodríguez  | Caisse d'Epargne  | + 9' 08"    |
| 8  | Paolo Tiralongo    | Lampre N.G.C      | + 9' 11"    |
| 9  | Philip Deignan     | Cervélo TestTeam  | + 11' 08"   |
| 10 | Juan José Cobo     | Fuji-Servetto     | + 11' 27"   |

## Klasyfikacja górska
| Miejsce | Zawodnik           | Drużyna           | Punkty |
| ------- | ------------------ | ----------------- | ------ |
| 1.      | David Moncoutié    | Cofidis           | 186    |
| 2.      | David de la Fuente | Fuji-Servetto     | 99     |
| 3.      | Julián Sánchez     | Contentpolis–Ampo | 73     |

## Klasyfikacja punktowa
| Miejsce | Zawodnik           | Drużyna             | Punkty |
| ------- | ------------------ | ------------------- | ------ |
| 1.      | André Greipel      | Team Columbia – HTC | 150    |
| 2.      | Alejandro Valverde | Caisse d'Epargne    | 111    |
| 3.      | Daniele Bennati    | Liquigas            | 101    |

## Klasyfikacja kombinowana
| Miejsce | Zawodnik           | Drużyna           | Punkty |
| ------- | ------------------ | ----------------- | ------ |
| 1.      | Alejandro Valverde | Caisse d'Epargne  | 7      |
| 2.      | Samuel Sánchez     | Euskaltel-Euskadi | 17     |
| 3.      | Ezequiel Mosquera  | Xacobeo-Galicia   | 17     |

## Klasyfikacja drużynowa
| Miejsce | Drużyna          | Czas         |
| ------- | ---------------- | ------------ |
| 1.      | Xacobeo-Galicia  | 261h 57' 19" |
| 2.      | Caisse d'Epargne | + 23' 43"    |
| 3.      | Team Astana      | + 31' 39"    |